# Холокост в Островецком районе
Холокост в Острове́цком районе — систематическое преследование и уничтожение евреев на территории Островецкого района Гродненской области оккупационными властями нацистской Германии и коллаборационистами в 1941—1944 годах во время Второй мировой войны, в рамках политики «Окончательного решения еврейского вопроса» — составная часть Холокоста в Белоруссии и Катастрофы европейского еврейства.

## Геноцид евреев в районе
Островецкий район был полностью оккупирован немецкими войсками в июле 1941 года, и оккупация продлилась до июля 1944 года. Нацисты включили Островецкий район в состав территории, административно отнесённой в состав генерального округа Литва рейхскомиссариата «Остланд».
Вся полнота власти в районе принадлежала зондерфюреру — немецкому шефу района, который подчинялся руководителю округи — гебитскомиссару.
Во всех крупных деревнях района были созданы районные (волостные) управы и полицейские гарнизоны из белорусских, литовских и латышских коллаборационистов.
Для осуществления политики геноцида и проведения карательных операций сразу вслед за войсками в район прибыли карательные подразделения войск СС, айнзатцгруппы, зондеркоманды, тайная полевая полиция (ГФП), полиция безопасности и СД, жандармерия и гестапо.
Одновременно с оккупацией нацисты и их приспешники начали поголовное уничтожение евреев. «Акции» (таким эвфемизмом гитлеровцы называли организованные ими массовые убийства) повторялись множество раз во многих местах. За выдачу евреев или их местоположения немцы выдавали местным жителям премии — сахар и соль. В тех населенных пунктах, где евреев убили не сразу, их содержали в условиях гетто вплоть до полного уничтожения, используя на тяжелых и грязных принудительных работах, отчего многие узники умерли от непосильных нагрузок в условиях постоянного голода и отсутствия медицинской помощи.
За время оккупации практически все евреи Островецкого района были убиты, а немногие спасшиеся в большинстве воевали впоследствии в партизанских отрядах.
Евреев в районе убили в Ворнянах, Островце, Михалишках, Кемелишках, Быстрице и многих других местах.

## Гетто

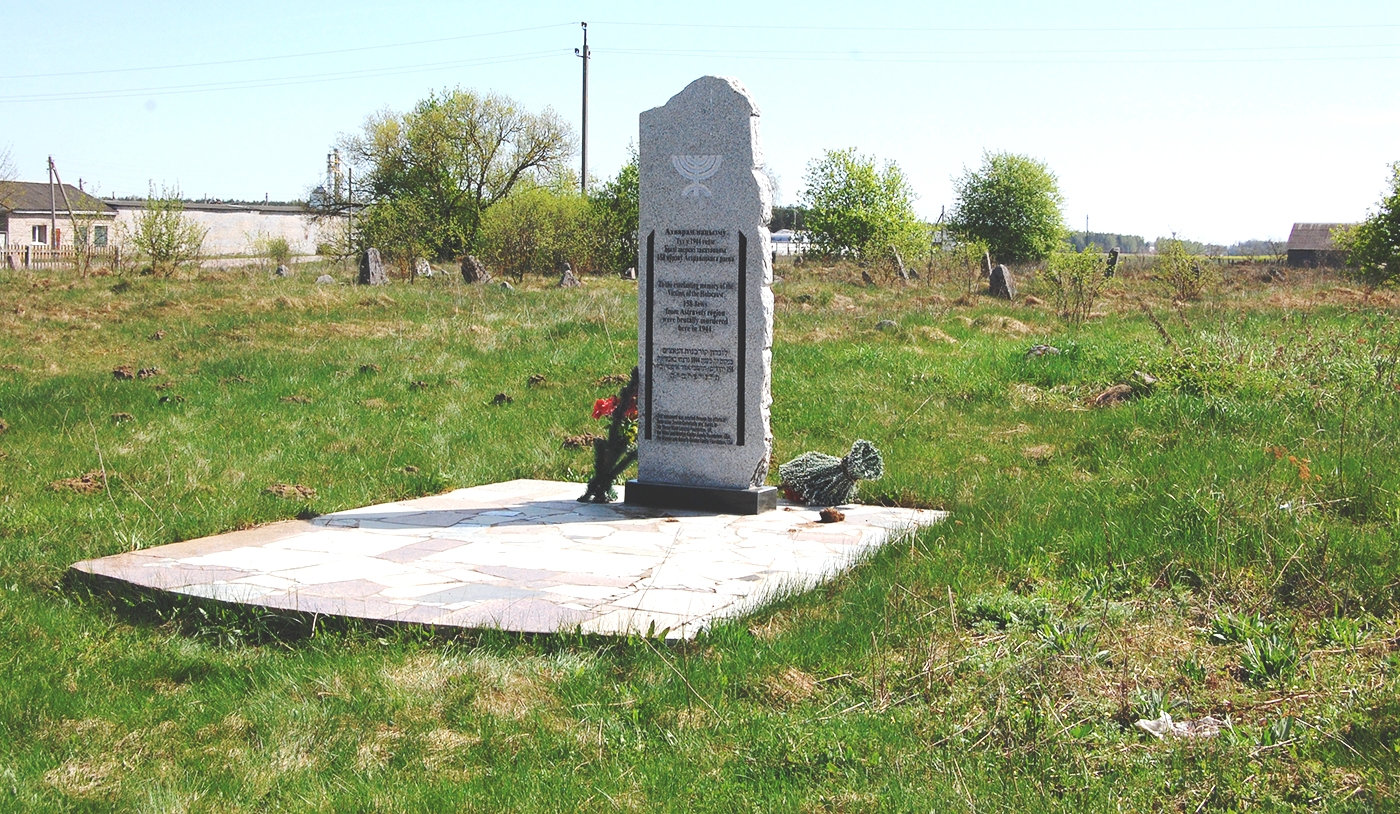
Памятник евреям деревни Михалишки

Оккупационные власти под страхом смерти запретили евреям снимать желтые латы или шестиконечные звезды (опознавательные знаки на верхней одежде), выходить из гетто без специального разрешения, менять место проживания и квартиру внутри гетто, ходить по тротуарам, пользоваться общественным транспортом, находиться на территории парков и общественных мест, посещать школы.
Немцы, реализуя нацистскую программу уничтожения евреев, создали на территории района 6 гетто.
- в гетто в деревне Кемелишки (Рытанский сельсовет) (октябрь 1941 — 24 октября 1942) нацистами и коллаборационистами были убиты до 500 евреев.
- в гетто в деревне Михалишки (конец сентября — начало октября 1941 — март 1943) были замучены и убиты сотни евреев.

### Быстрица

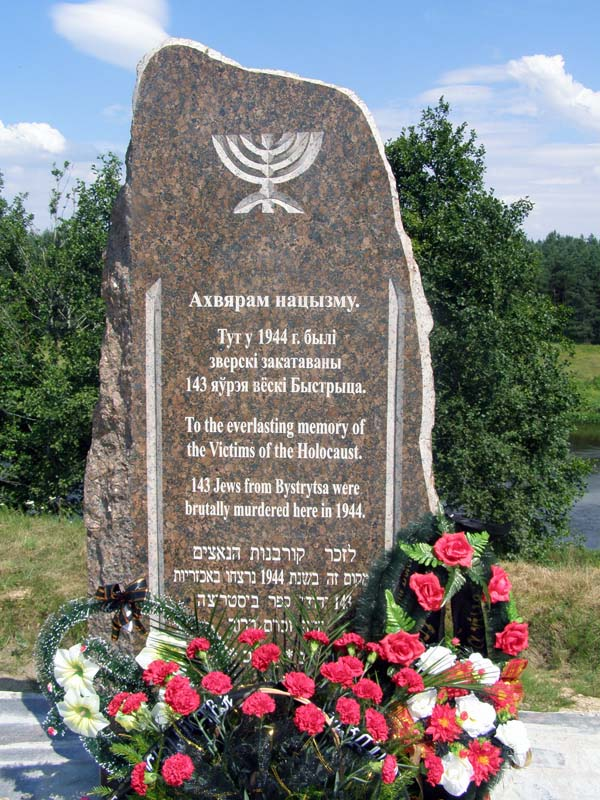
Памятник убитым евреям в деревне Быстрица

Деревня Быстрица была захвачена немцами с июня 1941 года до 6 июля 1944 года. После оккупации евреев  согнали в гетто. В 1941 году на берегу реки Вилия в 200 метрах от деревни были убиты 100 евреев. Последние 143 еврея были убиты в 1944 году восточнее деревни, за несколько месяцев до освобождения местечка.
Убитым евреям Быстрицы в 2010 году был установлен памятник.
Опубликованы неполные списки жертв геноцида евреев в Быстрице.

### Ворняны
К началу войны в Ворнянах жили около 50 евреев.
Ворняны были оккупированы с 27 июня 1941 года до июля 1944 года.
После оккупации евреев согнали в гетто, расположенное на территории возле костела — на нынешней улице Советской. Гетто было огорожено дощатым забором высотой 3 метра, а сверху была уложена колючая проволока. Узников использовали на принудительных работах, а тех, у кого уже не было сил работать, избивали резиновыми дубинками.
В 1944 году узников гетто собрали и погнали в деревню Михалишки, где находился сборный пункт. Оттуда евреев пешком погнали в Вильнюс, 173 расстреляли у дороги, многих, особенно детей, закапывали живыми. Остальных евреев убили в Вильнюсском гетто и Понарах.

### Гудогай
Около железнодорожной станции Гудогай во время нацистской оккупации было создано гетто.
Большинство евреев из гетто в Гудогае были вывезены и убиты в Понарах.

### Островец
Островец был захвачен немецкими войсками 24 (27) июня 1941 года, и оккупация продлилась до 3 июля 1944 года.
Гетто было создано на территории возле костела. Оно было огорожено высоким дощатым забором.
Узники носили на одежде желтые латки с чёрной буквой «ю». Их использовали на самых тяжелых и грязных принудительных работах.
Вскоре начались расстрелы. На расстрел евреев гнали немцы и полицаи. Расстрелы происходил около реки (сегодня на этом месте находится проходная завода) и в лесу по направлению к Каменке. Немцы очень серьёзно относились к возможности еврейского сопротивления, и поэтому в первую очередь убивали в гетто или ещё до его создания евреев-мужчин в возрасте от 15 до 50 лет — несмотря на экономическую нецелесообразность, так как это были самые трудоспособные узники. По этой причине и в Островце вначале убивали, в основном, мужчин. Среди первых убитых был раввин, который перед выстрелом плюнул немцу в лицо.
Оставшихся в живых узников, в том числе женщин и детей, вывезли и убили в Вильнюсском гетто.

## Случаи спасения и «Праведники народов мира»
Только небольшому числу евреев в Островецком районе удалось спастись, прячась в укрытиях и в лесах.
В районе 4 человека были удостоены почетного звания «Праведник народов мира» от израильского мемориального института «Яд Вашем» «в знак глубочайшей признательности за помощь, оказанную еврейскому народу в годы Второй мировой войны»
- Раковская Мечислава — за спасение Дворкина Рафаэля, Винеров Шимона и Йохевед в деревне Едоклани[33].
- Селевич Ян — за спасение Бородовского Цви и его матери в деревне Ворняны[34].
- Вишневские Станислав и Бронислава — за спасение Золотаревой (Ружанской) Златы в деревне Ворняны[35].

## Память
Опубликованы неполные списки жертв геноцида евреев в Островецком районе.
Памятники убитым евреям района установлены в Быстрице (2010), Кемелишках (1992), Михалишках (2009).